# Eduard Brunner
Eduard Brunner (ur. 14 lipca 1939 w Bazylei, zm. 27 kwietnia 2017 w Monachium) – szwajcarski klarnecista, pedagog.
Po studiach w Bazylei i Paryżu przez jeden sezon był pierwszym klarnecistą w orkiestrze Filharmonii w Bremie (1962), po czym objął analogiczną pozycję w Orkiestrze Radia Bawarskiego w Monachium (1963). Nauczał w Wyższej Szkole Muzycznej w Saarbrücken. Międzynarodową renomę zdobył jako solista i kameralista, przede wszystkim bardzo zaangażowany w wykonawstwo muzyki współczesnej. Wielokrotnie gościł na festiwalach Warszawska Jesień, przez lata występował z Kwartetem Wilanów. Z jego inicjatywy powstało kilkadziesiąt utworów kameralnych i symfonicznych z udziałem klarnetu. Komponował dla niego m.in. Jean Françaix, Cristóbal Halffter, Helmut Lachenmann, György Kurtág, Isang Yun, a w Polsce Augustyn Bloch i Krzysztof Meyer. Uczył w Akademii Muzycznej w Saarbrücken.